# Namgyal-Instituut voor Tibetologie
Het Namgyal-Instituut voor Tibetologie (NIT) is een instituut dat onderzoek bevordert en bekostigt naar de cultuur van het gehele gebied waarin sprake is van Tibetaanse invloed (inclusief de vestigingsregio Sikkim). Het instituut is gevestigd in de Indiase deelstaat Sikkim en werd in 1958 opgericht. Het terrein van het instituut is een schenking van chogyal Tashi Namgyal. De eerste steen werd gelegd door de Tenzin Gyatso, de veertiende dalai lama.
Het instituut herbergt een van de rijkste bibliotheken met Tibetaans geschreven erfgoed buiten Tibet, een museum gewijd aan Tibetaanse iconografie en religieuze kunst en het publiceert sinds 1964 het Bulletin of Tibetology. Daarnaast geeft het NIT boeken uit over Tibet.
Het Namgyal-Instituut voor Tibetologie is gespecialiseerd in de Tibetaanse taal en tradities, inclusief het Tibetaans boeddhisme en alle vormen van Mahayana-boeddhisme. Het museum bevat een belangrijke collectie standbeelden, schrijnen, wandtapijten, iconen, maskers en andere Tibetaanse kunst. Ook bevat het een collectie thangka's.
|  |  |

## Voetnoten
1. ↑  IDSATask Force Report, May 2012, Tibet and India's Security: Himalayan Region, Refugees and Sino-Indian Relations, p.35 (geraadpleegd 28 februari 2013).